# Daniel Ier d'Antioche
Pour les articles homonymes, voir Daniel.
Daniel Ier (s.d.) fut patriarche orthodoxe d'Antioche et de tout l'Orient de 1767 à 1791.